# Paso Pehuenche
Paso Pehuenche är ett bergspass i Argentina, på gränsen till Chile. Det ligger i den västra delen av landet, 1 100 km väster om huvudstaden Buenos Aires. Paso Pehuenche ligger 2 605 meter över havet.
Terrängen runt Paso Pehuenche är kuperad österut, men västerut är den bergig. Trakten runt Paso Pehuenche är nära nog obefolkad, med mindre än två invånare per kvadratkilometer.. Det finns inga samhällen i närheten.
Trakten runt Paso Pehuenche är ofruktbar med lite eller ingen växtlighet.